# أوغوستا هارفي ورذن
أوغوستا هارفي ورذن (بالإنجليزية: Augusta Harvey Worthen) (27 سبتمبر 1823 في الولايات المتحدة - 4 أبريل 1910 في الولايات المتحدة)؛ كاتِبة، مُدرسة وشاعرة أمريكية.